# Chvalina
Chvalina je malá vesnice, část města Hořice v okrese Jičín. Nachází se asi 1,5 km na jihovýchod od Hořic. V roce 2009 zde bylo evidováno 33 adres. V roce 2001 zde trvale žilo 56 obyvatel.
Chvalina je také název katastrálního území o rozloze 1,68 km2. V katastrálním území Chvalina leží i Hořice.